# Hectorspitssnuitdolfijn
De Hectorspitssnuitdolfijn (Mesoplodon hectori) is een walvisachtige uit de familie der spitssnuitdolfijnen (Ziphiidae). De soort is enkel bekend van enkele aangespoelde exemplaren, en waarschijnlijk nog nooit levend waargenomen.
De Hectorspitssnuitdolfijn is enkel bekend van een zevental schedels en enkele aangespoelde, onvolledige exemplaren. Het is een kleine, slanke spitssnuitdolfijn met en lange kop, kleine meloen (bol voorhoofd) , kleine, lange borstvinnen, een kleine rugvin en een brede staart. Hij heeft twee kleine driehoekige tanden in de onderkaak, nabij de punt, die ook zichtbaar zijn als de bek gesloten is. De rug is bruingrijs tot donkergrijs van kleur, de buik lichtgrijs. Mannetjes hebben soms een witte buik. Ook hebben volwassen mannetjes vele littekens op het lichaam, veroorzaakt door andere mannetjes. Hij wordt 4 tot 4,4 meter lang en 1 tot 2 ton zwaar.
De soort komt waarschijnlijk circumpolair voor in de gematigd koudere wateren van het Zuidelijk Halfrond. De meeste dieren spoelden aan op de kust van Nieuw-Zeeland, maar vondsten zijn ook bekend van Argentinië, de Falklandeilanden en Zuid-Afrika. Vondsten en waarnemingen op het Noordelijk Halfrond, langs de kust van Zuid-Californië, bleken om een aparte soort te gaan, Mesoplodon perrini. Uit onderzoek van de maaginhoud blijkt deze soort, net als de meeste andere spitssnuitdolfijnen, voornamelijk inktvissen te eten.